# 伊佐早謙
伊佐早 謙（いさはやけん、安政4年12月28日（1858年2月11日） - 昭和5年（1930年）5月14日）は、旧米沢藩士で山形県の漢学者・歴史家・史料収集家。

## 生涯
米沢藩（山形県置賜地方）の藩士の子として誕生。米沢藩藩校の興譲館で漢学を修める。
旧米沢中学校（山形県立米沢興譲館高等学校）で教鞭を執り、明治14年（1881年）からは山形県師範学校（後の山形大学教育学部、現在は山形大学地域教育文化学部に改組）、明治23年（1890年）からは上杉家記録編纂所の総裁となる。
明治41年（1908年）に財団法人米沢図書館を設立、翌年に開館した（後の市立米沢図書館）。旧藩時代の文書や興譲館の蔵書などの貴重書保全に務めた。大正元年（1912年）から昭和5年（1930年）までは同館館長。同年6月5日付けで従六位に叙せられる

米沢城址など米沢市内に伊佐早による撰文・揮毫の石碑が多数ある。

## 林泉文庫
伊佐早は米沢図書館館長として郷土の貴重書の保全に務めたほか、個人邸にも米沢藩関連の古典籍・古文書を収集した。伊佐早の書屋は米沢市林泉寺町にあったので、伊佐早のコレクションは「林泉文庫」と呼ばれる。伊佐早の没後は遺言に従い林泉文庫は上杉家に寄贈された。
昭和13年（1938年）に米沢図書館がこの蔵書を管理するようになったが、昭和28年（1953年）以降、米沢図書館・瑞龍院龍門図書館（山形県白鷹町）・山形県立米沢女子短期大学・山形大学がコレクションを分割し購入した。この史料の中からは戦国時代の山形城主最上義光に関する古文書・古記録も発見されている。
最後の米沢藩主となった上杉茂憲が明治時代に沖縄県令を務めたことから、伊佐早は大正13年（1924年）に沖縄に赴き、上杉茂憲が関わった文献史料を大量に持ち帰った。沖縄では、第二次世界大戦の沖縄戦によって歴史史料数万点が焼失したが、蔡大鼎や林世功といった琉球王国関係の貴重史料類を伊佐早が山形に移していたことで現代に伝えられることになった。

## 著書・編書
- 『鶴城詩集』（明治12年（1879年）） - 室町時代から明治維新までの上杉家・米沢藩の当主や家人たちによる漢詩を収集したもの[4]。
- 『奥羽編年史料』（明治38年（1905年）） - 文治元年（1185年）から文禄4年（1595年）までの東北地方の古文書を年代順に編纂したもの[5]。
- 『山形県史』（大正9年（1920年））  - 山形県が編纂した最初の県史。編纂主任を務める[7]。
- 『恩栄紀詩』（大正14年（1925年）） - 自作の漢詩集[4]。
- 『樅軒稿』（大正15年（1926年）） - 自作の漢詩集[4]。